# Маговський Олександр
Олександр Маговський (псевдо: «Град», «Максим Град»; 12 березня 1915, м. Львів — 22 вересня 1945, біля с. Поляни, Жовківський район, Львівська область) — український військовик, поручник УПА, командир ТВ-13 «Розточчя» та куреня «Холодноярці», який увійшов у цей тактичний відтинок.

## Життєпис
Народився 12 березня 1915 року у місті Львові. 
Командир куреня “Холодноярці” (9.08.1944–літо 1945), командир сотні “Холодноярці І” (04–05.1945), командир ТВ-13 «Розточчя» (І пол. 1945).
Загинув 22 вересня 1945 року біля села Поляни в бою з військами НКВС. 
Старший булавний, хорунжий (31.08.1945), поручник (з датою смерті). 

## Нагороди
Відзначений Бронзовим Хрестом бойової заслуги (з датою смерті).